# 1949 en journalisme
Cet article présente les faits marquants de l'année 1949 en journalisme.

## Évènements
- Création de l'hebdomadaire Paris Match[1].
- 1er novembre : Création du journal Frankfurter Allgemeine Zeitung.